# سیارک ۴۲۳۱
سیارک ۴۲۳۱ (به انگلیسی: 4231 Fireman، نامگذاری:1976WD) چهار هزار و دویست و سی و یکمین سیارک کشف شده‌است که در ۲۰ نوامبر ۱۹۷۶ کشف شد.
قدر مطلق سیارک برابر ۱۳٫۴۰ است.